# Albrecht von Eyb
Albrecht von Eyb (Ansbach, 1420. augusztus 24. – Eichstätt, 1475. május 3.) korai német humanista író és műfordító. Apja Ludwig von Eyb, anyja Margarethe Wolmershausen volt. Számos családtagjához hasonlóan a Paviai Egyetemen tanult, ahol doktori fokozatot szerzett, majd a Bolognai Egyetemen kánonjogot végzett. Legjelentősebb műve az 1472-ben keletkezett Margarita poetica című latin nyelvű retorikakönyv. Ugyanebben az évben írta Ehebüchlein (Házassági könyvecske) című művét, amelyben azt taglalja, hogy érdemes-e a férfiaknak megházasodniuk.